# Hypopyra enmonodiana
Hypopyra enmonodiana là một loài bướm đêm trong họ Erebidae.